# بيلي ماكينلي
بيلي ماكينلي (بالإنجليزية: Billy McKinlay)‏ مواليد 22 أبريل 1969 في غلاسكو، هو لاعب كرة قدم إسكتلندي. يلعب كلاعب وسط. مثّل منتخب إسكتلندا لكرة القدم. سبق له أن لعب في كأس العالم لكرة القدم 1998 مع منتخب بلاده.

## روابط خارجية
- بيلي ماكينلي على موقع الاتحاد الدولي (مؤرشف)  (الإنجليزية)
- بيلي ماكينلي على موقع الاتحاد الأوربي (الإنجليزية)
- بيلي ماكينلي على موقع الاتحاد الإسكتلندي (الإنجليزية)
- بيلي ماكينلي على موقع قاعدة بيانات كرة القدم.إي يو (الإنجليزية)
- بيلي ماكينلي على موقع ناشيونال فوتبول تيمز (الإنجليزية)
- بيلي ماكينلي على موقع Soccerbase.com (لاعب) (الإنجليزية)
- بيلي ماكينلي على موقع عالم كرة القدم.نت (الإنجليزية)